# Чешњица при Кропи
Чешњица при Кропи (словен. Češnjica pri Kropi) је насељено место у општини Радовљица, Горењска регија, Словенија.

## Историја
До територијалне реорганизације у Словенији била је у саставу старе општине Радовљица.

## Становништво
У попису становништва из 2011. године, Чешњица при Кропи је имала 111 становника.
| Број становника према пописима | Број становника према пописима | Број становника према пописима |
| ------------------------------ | ------------------------------ | ------------------------------ |
| 1991                           | 2002                           | 2011                           |
| 112                            | 118                            | 111                            |

Напомена: До 1952. исказивано под именом Чешњица.